# Problème de flot multi-commodités
 (avril 2021).
La mise en forme du texte ne suit pas les recommandations de Wikipédia : il faut le « wikifier ».
Les points d'amélioration suivants sont les cas les plus fréquents :
- Les titres sont pré-formatés par le logiciel. Ils ne sont ni en capitales, ni en gras.
- Le texte ne doit pas être écrit en capitales (les noms de famille non plus), ni en gras, ni en italique, ni en « petit »…
- Le gras n'est utilisé que pour surligner le titre de l'article dans l'introduction, une seule fois.
- L'italique est rarement utilisé : mots en langue étrangère, titres d'œuvres, noms de bateaux, etc.
- Les citations ne sont pas en italique mais en corps de texte normal. Elles sont entourées par des guillemets français : « et ».
- Les listes à puces sont à éviter, des paragraphes rédigés étant largement préférés. Les tableaux sont à réserver à la présentation de données structurées (résultats, etc.).
- Les appels de note de bas de page (petits chiffres en exposant, introduits par l'outil «  Source ») sont à placer entre la fin de phrase et le point final[comme ça].
- Les liens internes (vers d'autres articles de Wikipédia) sont à choisir avec parcimonie. Créez des liens vers des articles approfondissant le sujet. Les termes génériques sans rapport avec le sujet sont à éviter, ainsi que les répétitions de liens vers un même terme.
- Les liens externes sont à placer uniquement dans une section « Liens externes », à la fin de l'article. Ces liens sont à choisir avec parcimonie suivant les règles définies. Si un lien sert de source à l'article, son insertion dans le texte est à faire par les notes de bas de page.
- La présentation des références doit suivre les conventions bibliographiques. Il est recommandé d'utiliser les modèles {{Ouvrage}}, {{Chapitre}}, {{Article}}, {{Lien web}} et/ou {{Bibliographie}}. Le mode d'édition visuel peut mettre en forme automatiquement les références.
- Insérer une infobox (cadre d'informations à droite) n'est pas obligatoire pour parachever la mise en page.

Pour une aide détaillée, merci de consulter Aide:Wikification.
Si vous pensez que ces points ont été résolus, vous pouvez retirer ce bandeau et améliorer la mise en forme d'un autre article.
 (mai 2021).
Le problème de flot multi-commodités est un problème de réseau de flot avec plusieurs commodités sur le même graphe, c'est-à-dire qu'il y a plusieurs demandes de flot entre des paires de nœuds source et puits. Ce problème généralise le cadre du problème du flot maximum.

## Définition
Soit un réseau de flot {\displaystyle G=(V,E)}, où chaque arête {\displaystyle (u,v)\in E} a une capacité{\displaystyle \,c(u,v)}. Soit{\displaystyle \,k} le nombre de commodités sur le réseau, on définit ces commodités {\displaystyle K_{1},K_{2},\dots ,K_{k}}, tel que {\displaystyle \,K_{i}=(s_{i},t_{i},d_{i})}, avec {\displaystyle \,s_{i}} et {\displaystyle \,t_{i}} qui sont respectivement la source et le puits de la commodité {\displaystyle \,i}, enfin {\displaystyle \,d_{i}} est la demande de cette commodité. On note{\displaystyle \,f_{i}(u,v)} la proportion du flot {\displaystyle \,i} passant par l'arête{\displaystyle \,(u,v)}. On a{\displaystyle \,f_{i}(u,v)\in [0,1]} si le flot est séparé en plusieurs chemins, {\displaystyle \,f_{i}(u,v)\in \{0,1\}} sinon. Le problème de flot multi-commodités consiste à trouver les variables de flot qui satisfont les contraintes suivantes :
(1) Capacité des arêtes : Le flot total sur une arête ne doit pas excéder la capacité de cette arête
{\displaystyle \forall (u,v)\in E:\,\sum _{i=1}^{k}f_{i}(u,v)\cdot d_{i}\leq c(u,v)}
(2) Conservation du flot dans les nœuds intermédiaires : Pour chaque nœud intermédiaire {\displaystyle u}, le flot total entrant est égal au flot total sortant.
{\displaystyle \forall i\in [\![1,k]\!],\forall u\in V\setminus \{s_{i},t_{i}\}:\,\sum _{w\in V}f_{i}(u,w)-\sum _{w\in V}f_{i}(w,u)=0}
(3) Conservation du flot des sources : Chaque source doit émettre tout son flot.
{\displaystyle \forall i\in [\![1,k]\!]:\,\sum _{w\in V}f_{i}(s_{i},w)-\sum _{w\in V}f_{i}(w,s_{i})=1}
(4) Conservation du flux des puits : Chaque puits doit recevoir tout son flot.
{\displaystyle \forall i\in [\![1,k]\!]:\,\sum _{w\in V}f_{i}(w,t_{i})-\sum _{w\in V}f_{i}(t_{i},w)=1}

## Problèmes d'optimisation
Plusieurs problèmes d'optimisation correspondent ont été proposés[réf. nécessaire].
- Dans le problème d'équilibrage des charges, le but est d'acheminer les flux tels que l'utilisation {\displaystyle U(u,v)} de tous les liens {\displaystyle (u,v)\in E} soit la même. On définit :

{\displaystyle U(u,v)={\dfrac {\sum _{i=1}^{k}f_{i}(u,v)d_{i}}{c(u,v)}}}.
Le problème peut être résolu en minimisant {\displaystyle \displaystyle \sum _{u,v\in V}(U(u,v))^{2}}. Une  linéarisation fréquente de ce problème consiste à minimiser l'utilisation maximale {\displaystyle U_{max}}, avec 
{\displaystyle \forall (u,v)\in E:U_{max}\geq U(u,v)}.
- Dans le problème de flot multi-commodités minimum, il y a un coût {\displaystyle a(u,v)f(u,v)} à tout envoi de flots sur {\displaystyle (u,v)\in E}.

Ensuite, il faut minimiser {\displaystyle \displaystyle \sum _{(u,v)\in E}(a(u,v)\sum _{i=1}^{k}f_{i}(u,v))}.
- Dans le problème de flot multi-commodités maximal, la demande de chaque commodité n'est pas fixé, le flot traversant le graphe doit être maximisé en maximisant la somme des demandes {\displaystyle \displaystyle \sum _{i=1}^{k}d_{i}}.

## Classe de complexité
Le problème qui consiste à décider si un réseau de flot peut satisfaire toutes les demandes des commodités est NP-complet pour des flots à valeur entière et est dans P pour des flots à valeur fractionnaire.

## Application
Le problème de flot multi-commodités permet de modéliser de nombreux problèmes de la vie courante. Il peut par exemple modéliser un réseau ferroviaire où chaque axe a une capacité et plusieurs couples de gares doivent s'échanger de la marchandise. Un autre exemple est la modélisation de réseaux téléphoniques, où chaque liaison a une bande passante maximum et des couples de nœuds veulent s'envoyer une certaine quantité de données.

## Ressources externes
- Article de Clifford Stein sur ce problème : http://www.columbia.edu/~cs2035/papers/#mcf
- Logiciel résolvant ce problème : https://web.archive.org/web/20130306031532/http://typo.zib.de/opt-long_projects/Software/Mcf/